# Adolphe Lalyre
Adolphe Lalyre ou La Lyre, pseudonyme d’Adolphe Lalire, né à Rouvres-en-Woëvre en 1848 et mort à Courbevoie en 1933, est un peintre français .

## Biographie
Reçu premier à l'École des beaux-arts de Paris en 1875, Adolphe Lalyre expose au Salon des artistes français chaque année entre 1876 et 1929. Débutant avec des compositions religieuses, à l'image de Sainte Cécile martyre, Sainte Geneviève et Sainte Clotilde, il peint ensuite de nombreuses naïades, lui valant le surnom de « peintre des sirènes », et des nus féminins, sous l'influence de Jean-Jacques Henner.
Ayant découvert le Cotentin en 1872, il s'installe à Carteret dans une villa qu'il fait bâtir et qui prend le nom de « château des sirènes ». À la demande du curé de Carteret, il dessine également les vitraux du chœur de l'église Saint-Germain, détruits en 1941.
Sociétaire de la Société des artistes français à partir de 1880, il reçoit une médaille à l'Exposition universelle de 1889 et à celle de 1900 à Paris. 
Inspiré par la mode de l'époque de l'Art nouveau et du symbolisme, par les mythes revisités par Offenbach, il peint les femmes fatales, « rousses opulentes aux croupes prometteuses », à la « beauté laiteuse ». Pour Gérald Schurr et Pierre Cabanne, il « peint avec fougue et une hâte excessive des groupes de nudités en mouvement dont les lourdeurs d'écriture ou de pâte sont parfois contestables ».
Critique d'art, il publie en 1910 Le Nu féminin à travers les âges.
Il meurt à Courbevoie, où se situait son atelier. Il est inhumé à Paris, au cimetière de Montmartre (1re division).

Œuvres d'Adolphe Lalyre
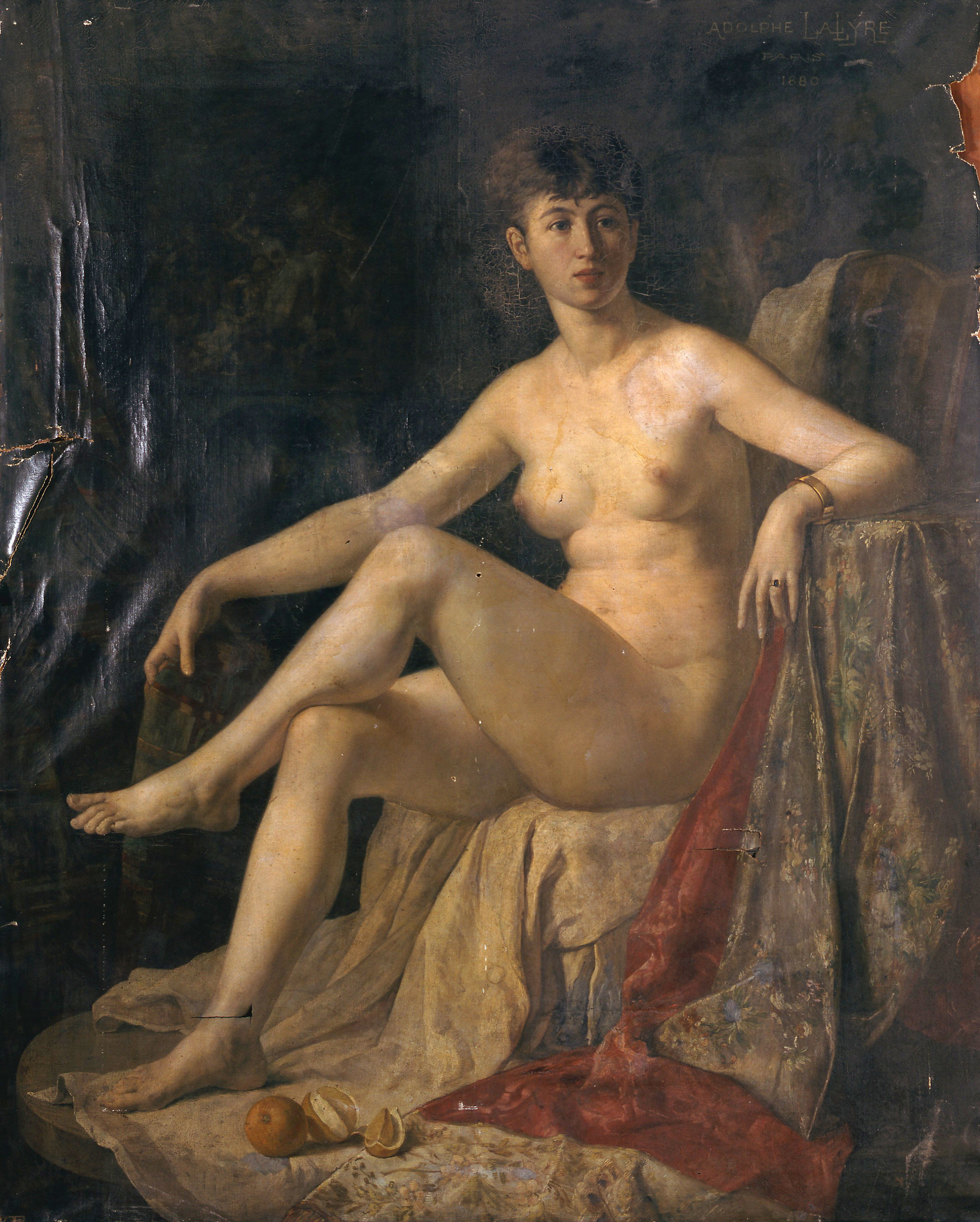
Le Modèle (1880), musée d'Art et d'Histoire de Saint-Brieuc.
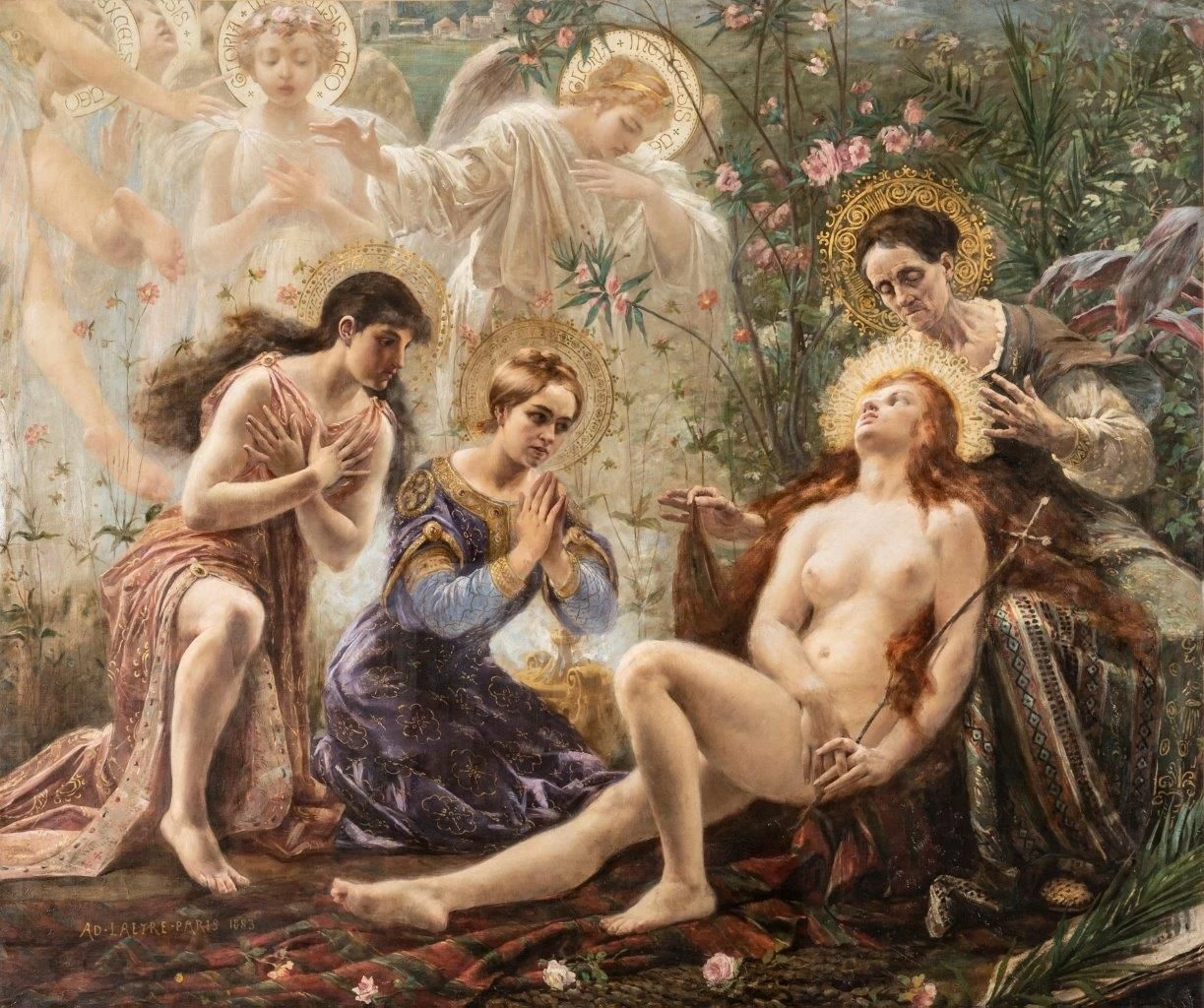
Sainte Cécile (1883), localisation inconnue.
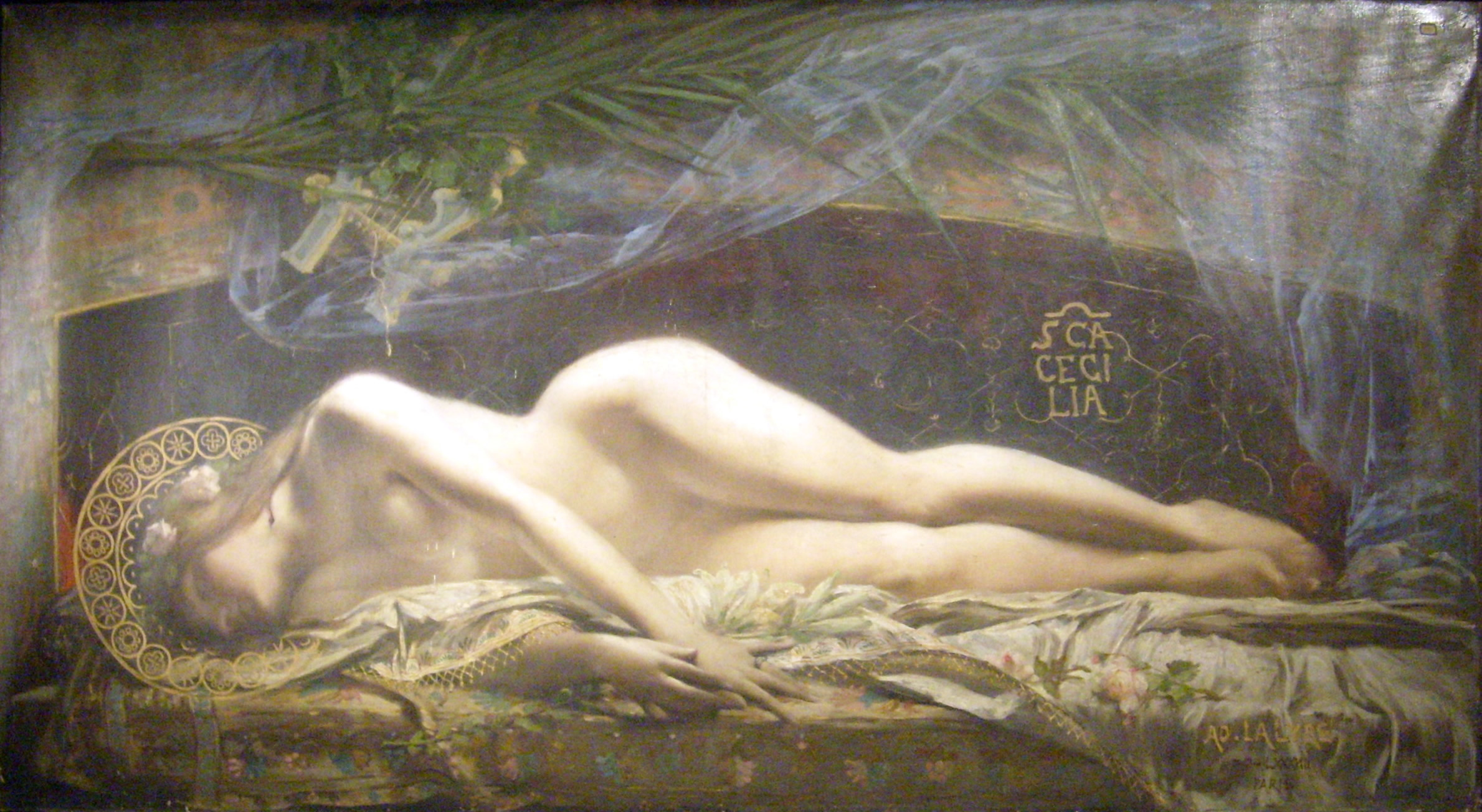
Sainte Cécile (1896), musée des Beaux-Arts de Chartres.
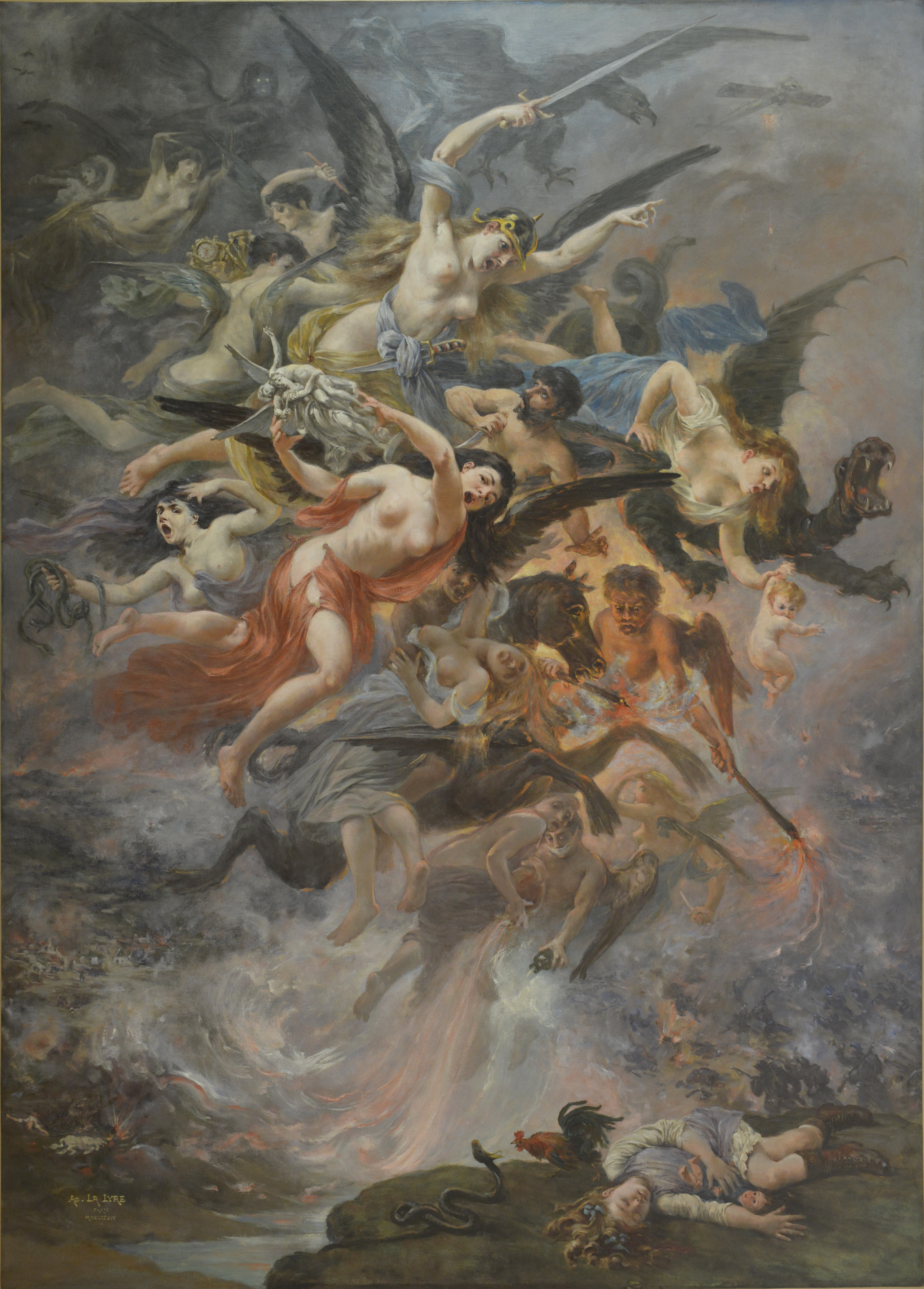
Les horreurs de la guerre (1914), musée Roybet-Fould, Courbevoie.
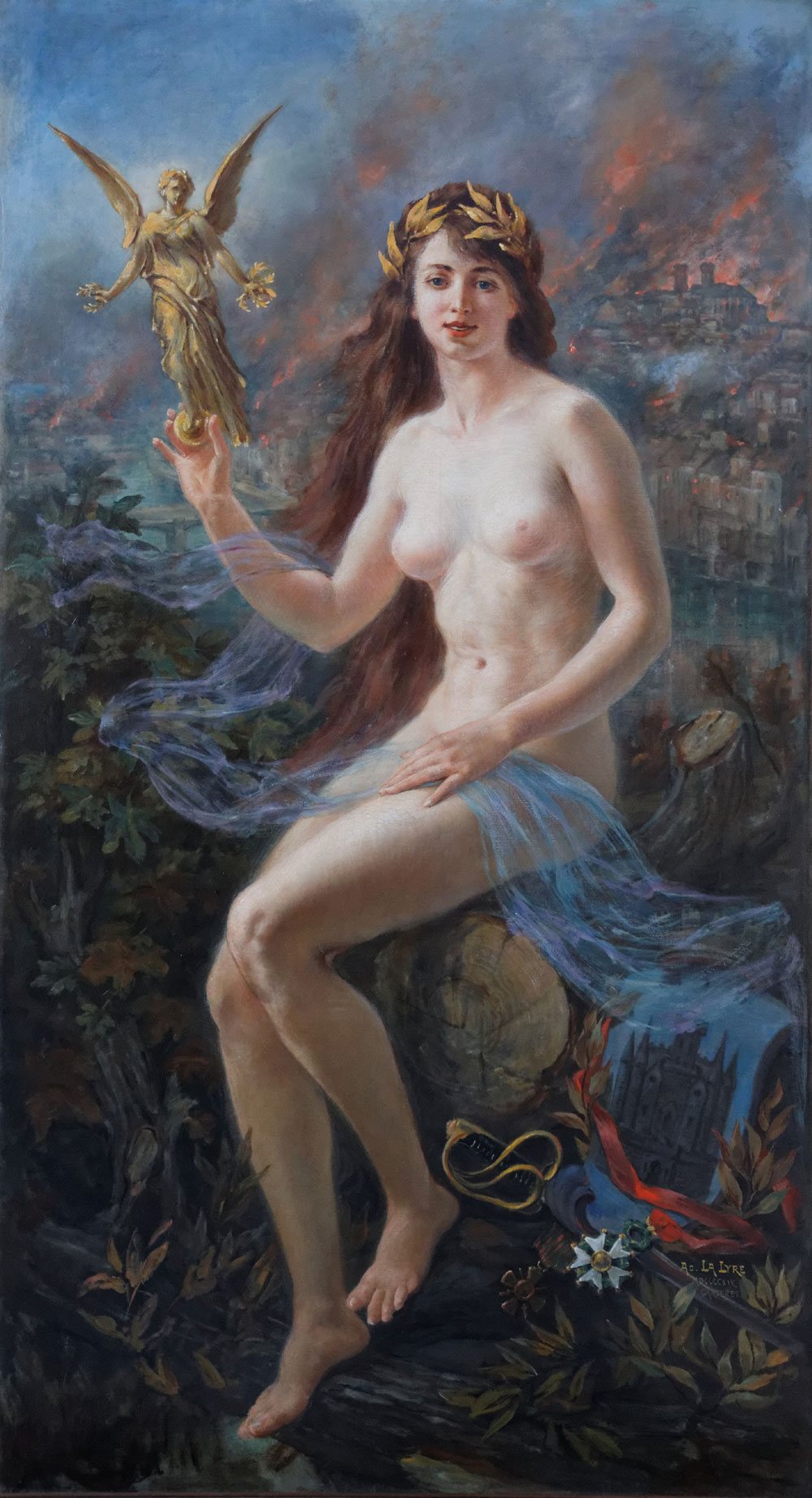
La Victoire ou La Muse de Verdun (1919), ville de Bois-Colombes.
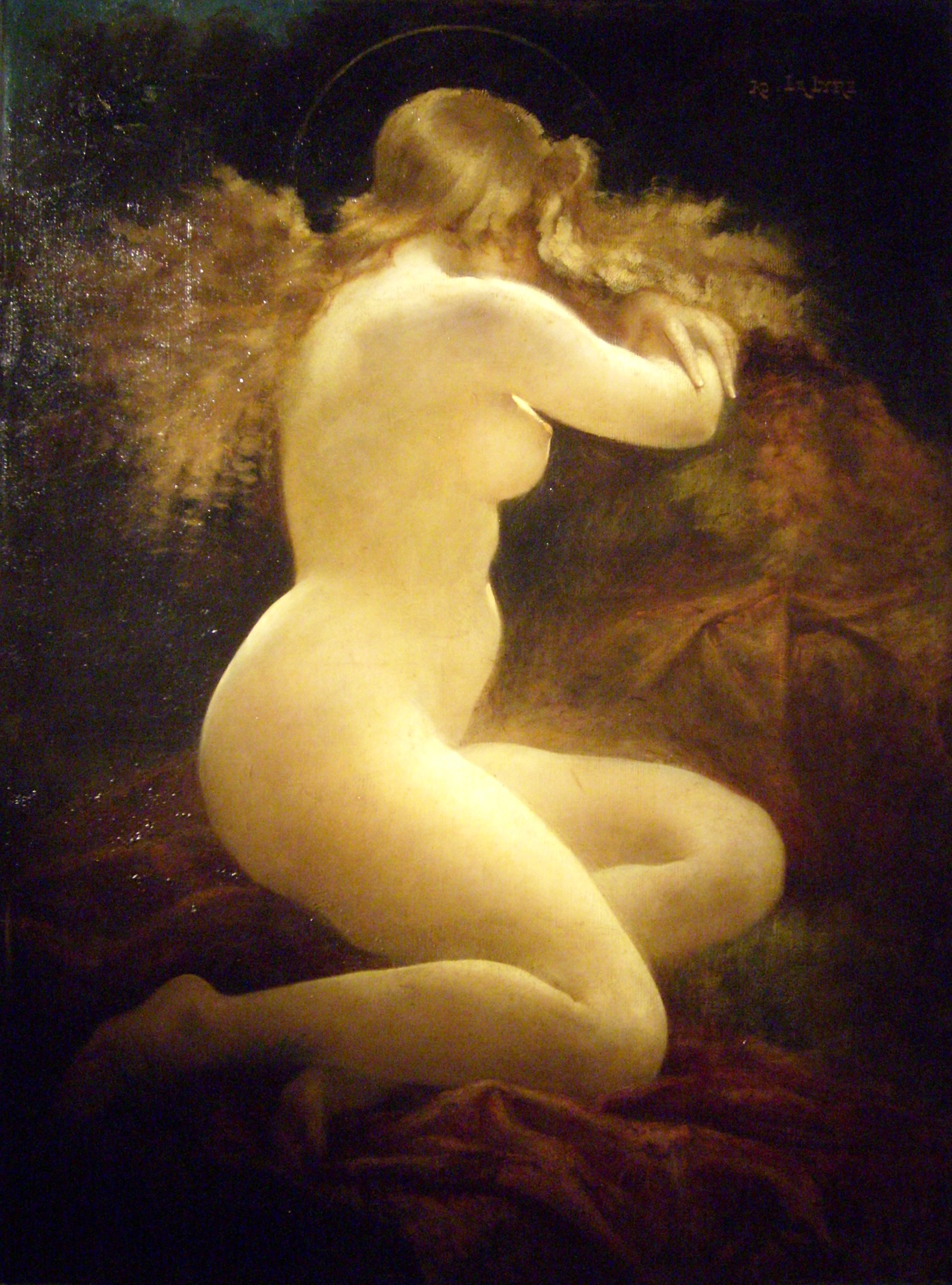
La Madeleine, musée des Beaux-Arts de Blois.
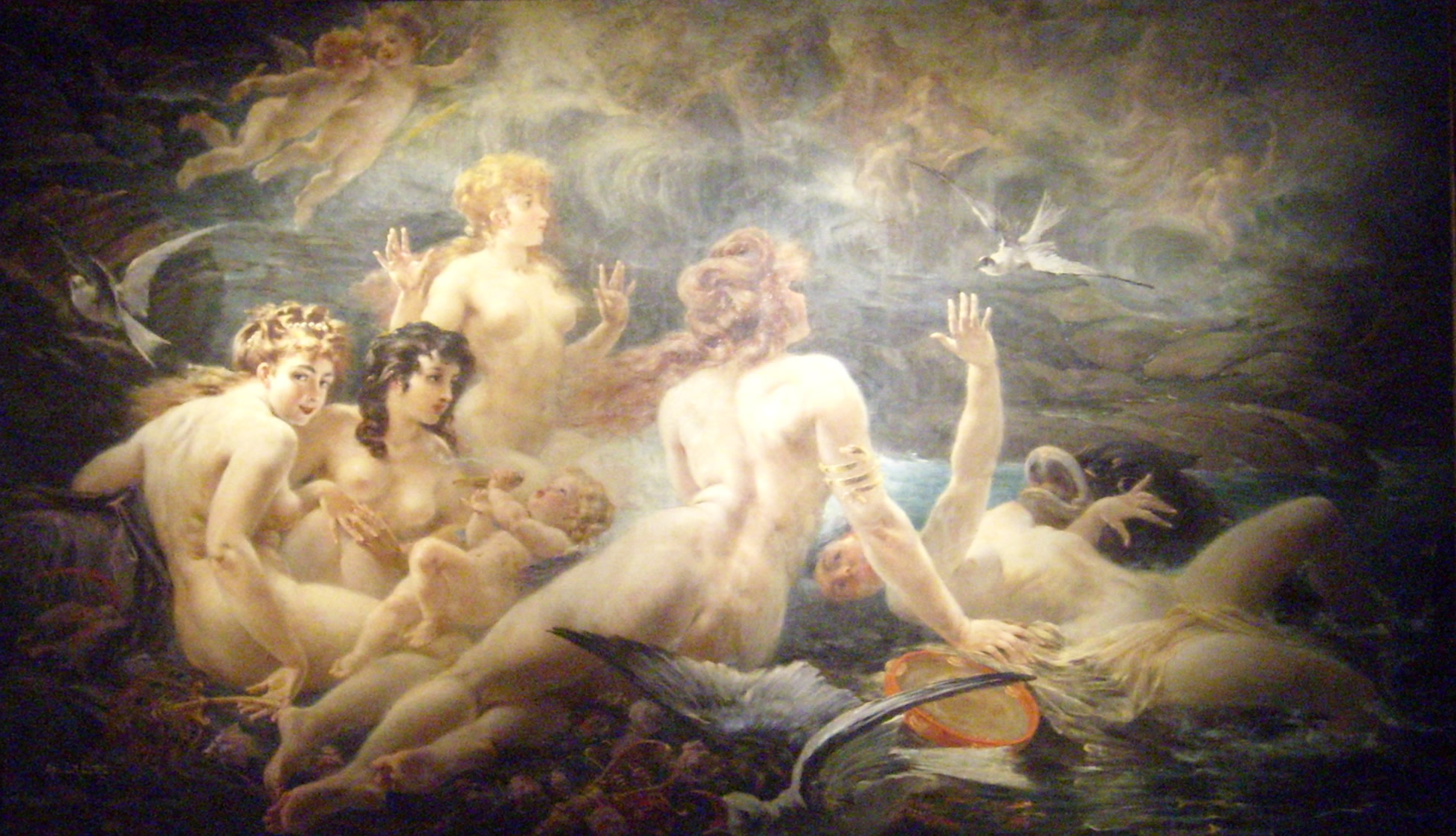
Les Sirènes visitées par les muses, Cherbourg-Octeville, musée Thomas-Henry.